# Відгуки
«Відгуки» — третя і остання збірка поетеси-лірика Лесі Українки. Вийшла друком 1902 року у Чернівцях.

## Опис
Фінансово допомогли виходу збірки академічне товариство «Молода Україна»: Модест Левицький, Микола Грабчук; вийшла за редакцією Василя Сімовича — студента Чернівецького університету, пізніше — професора.
Львівська газета «Діло» (13 квітня 1902 р., № 84) повідомляла про «Відгуки»:
|  | Се багатющий і різнородний змістом збірник поезій вельми симпатичної і талановитої української поетки. Більша часть тих поезій повстала на галицькім і буковинськім ґрунті, в часі перебування поетки в Карпатах. Внішній вигляд книжки незвичайно гарний, люксусовий, в сецесійнім стилю, друк в двох красках. Одним словом, книжка ся, що є правдивою окрасою нашої літератури, може бути рівночасно окрасою салону, а ціна дуже низька. |

Збірка характеризується філософською заглибленістю поетичного мислення, тяжінням поетеси до ліро-епосу і ліро-драми, драматичного монологу, перехід від вірша римованого до вільного, жанрова розмаїтість. Саме у «Відгуках» найбільше відбився трагічний світогляд Лесі Українки.

## Поезії і поетичні цикли
Збірка складається з ліричних циклів — 30 віршів «Із циклу "Невольницькі пісні"», «Ритми», «Хвилини», написаних протягом 1900—1902 років, розділу «Легенди» та драматичної поеми «Одержима» (1901).
- Із циклу «Невольницькі пісні»
  - Єврейські мелодії
    - «Як Ізраїль діставсь ворогам у полон…»
    - «Єреміє, зловісний пророче в залізнім ярмі»

  - Епілог («Чи сумно вас, чи радісно читать…»)
  - Забуті слова
  - Віче
  - «Завжди терновий вінець…»
- Ритми
  - «Де поділися ви, голоснії слова…»
  - «Чи тільки ж блискавицями літати…»
  - «Якби оті проміння золоті…»
  - «Хотіла б я уплисти за водою…»
  - «…Ні! я покорити її не здолаю…»
  - «Якби вся кров моя уплинула отак…»
  - «Ох, як то тяжко тим шляхом ходити…»
  - «Чом я не можу злинути угору…»
- Хвилини
  - Lied ohne Klang
  - Свята ніч
  - «Ви щасливі, пречистії зорі…»
  - «Талого снігу платочки сивенькії…»
  - «Минаю я, було, долини, й гори…»
  - «Гей, піду я в ті зелені гори…»
  - «Хочеш знати, чим справді було…»
  - «Темна хмара, а веселка ясна…»
  - «Ой, здається — не журюся…»
  - «Ой піду я в бір темненький…»
- Легенди
  - Сфінкс
  - Ра-Менеїс
  - Жертва
  - Легенди
  - Саул
  - Трагедія
- Одержима